# Jean Benner-Fries
 (avril 2022).

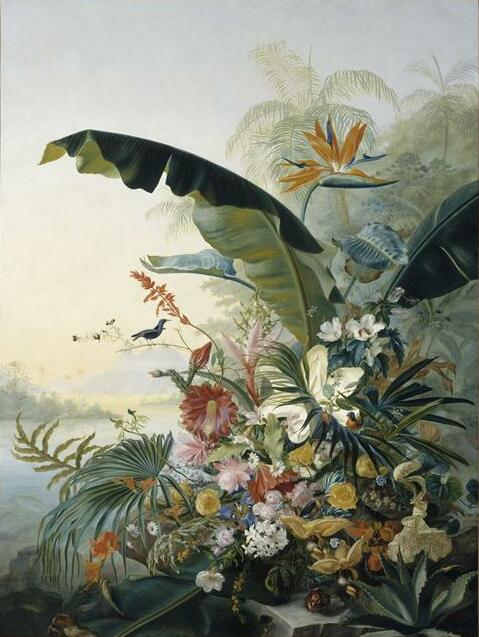
Fleurs exotiques, tableau de Jean Benner-Fries (Musée de l'impression sur étoffes, Mulhouse)

Jean Benner-Fries (Mulhouse, 28 mars 1796 - Mulhouse, 21 novembre 1849), également connu sous le nom de Jean Benner et Jean Benner l'aîné, est un peintre et un designer textile français.

## Biographie
Il est né à Mulhouse, dans le Haut-Rhin, en Alsace.

### Vie privée
Jean Benner-Fries donne naissance en 1836 à des jumeaux, Emmanuel et Jean Benner, tous deux peintres, dont les œuvres ont été exposées au Salon de Paris à partir de 1868, et à une fille, Élisabeth en 1838.

## Carrière
Jean Benner-Fries est un peintre naturaliste, les fleurs exotiques étant son sujet préféré. Tout au long de sa vie, il travaille à Paris et en Angleterre mais il est plus actif dans sa ville natale de Mulhouse où le Musée de l'impression sur étoffes contient un grand nombre de ses œuvres. Ses œuvres sont conservées dans les musées municipaux de Mulhouse, Caen, Nice, Bâle, Belfort, Berne, Châlons, Colmar, Douai, Le Havre, Limoux, Nantes, Paris, Pau et Strasbourg.